# 셔요강

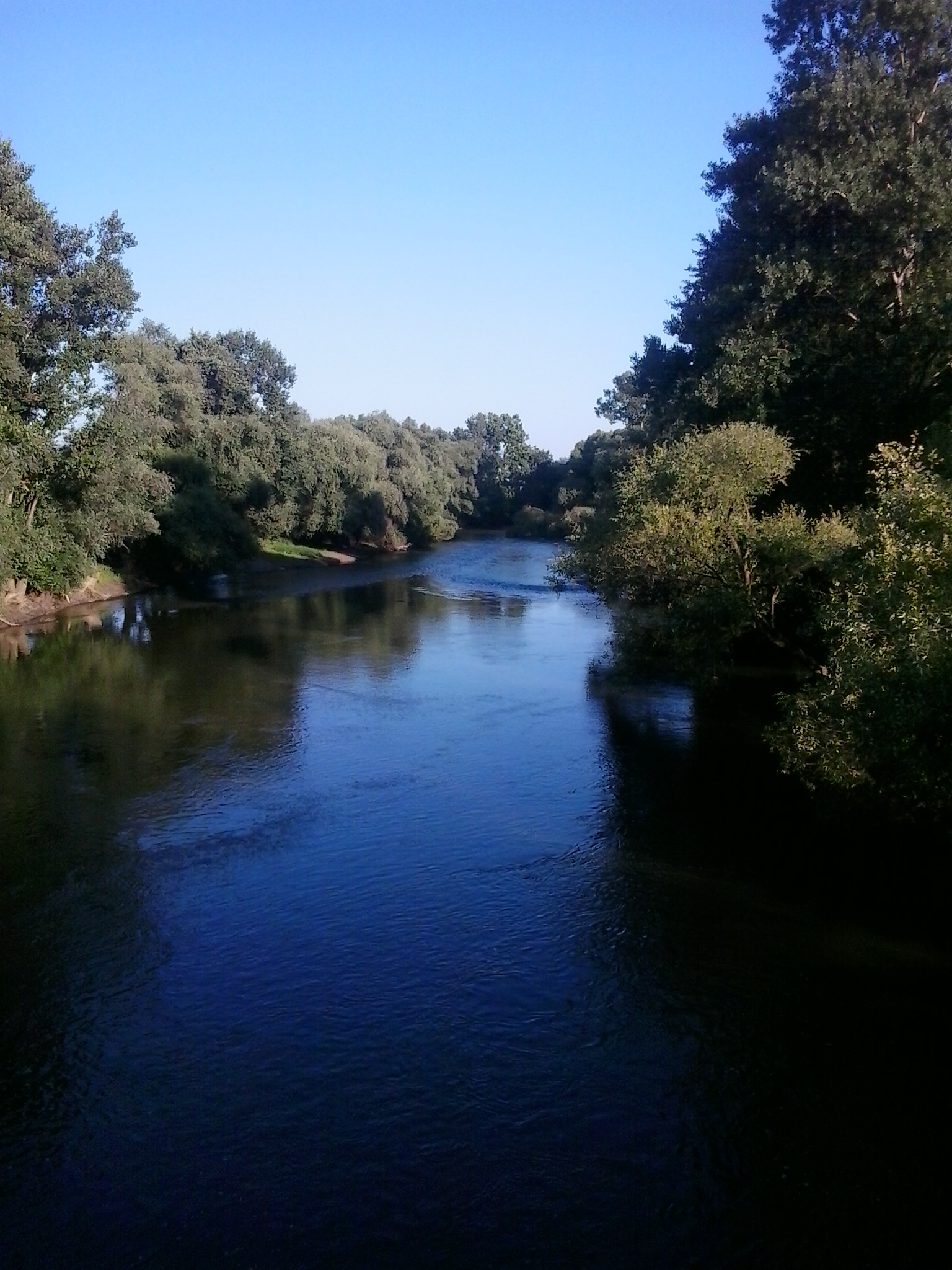
헝가리를 흐르는 셔요강의 모습

셔요강(헝가리어: Sajó) 또는 슬라나강(슬로바키아어: Slaná)은 헝가리, 슬로바키아에 위치한 강으로 길이는 229 km이다. 강의 전체 길이인 229 km 가운데 110 km는 슬로바키아 방향으로, 119 km는 헝가리 방향으로 흘러간다.
슬로바키아에 위치한 스톨리차 산맥(Stolica)에서 발원하며 헝가리 티서우이바로시(Tiszaújváros) 인근에서 티서강(Tisza)과 합류한다. 셔요강과 접한 주요 도시로는 슬로바키아 로주냐바(Rožňava), 헝가리 미슈콜츠(Miskolc)가 있다. 1241년 4월 11일에 일어난 헝가리 왕국과 킵차크 칸국 간의 모히 전투의 배경이 된 곳이기도 하다.

## 용어
이 강의 이름의 기원은 학자들 간의 토론 주제이다. 헝가리의 언어학자와 역사가들은 19세기에 있던 헝가리어 sojó, só folyó(소금물, 강)에서 비롯되었다고 제안하였다. 더 새로운 이론은 빠른 물줄기를 가리키는 sió의 이름과 관련되어 있다.